# Livingston County (Michigan)
Livingston County is een county in de Amerikaanse staat Michigan.
De county heeft een landoppervlakte van 1.472 km² en telt 156.951 inwoners (volkstelling 2000). De hoofdplaats is Howell.

## Bevolkingsontwikkeling

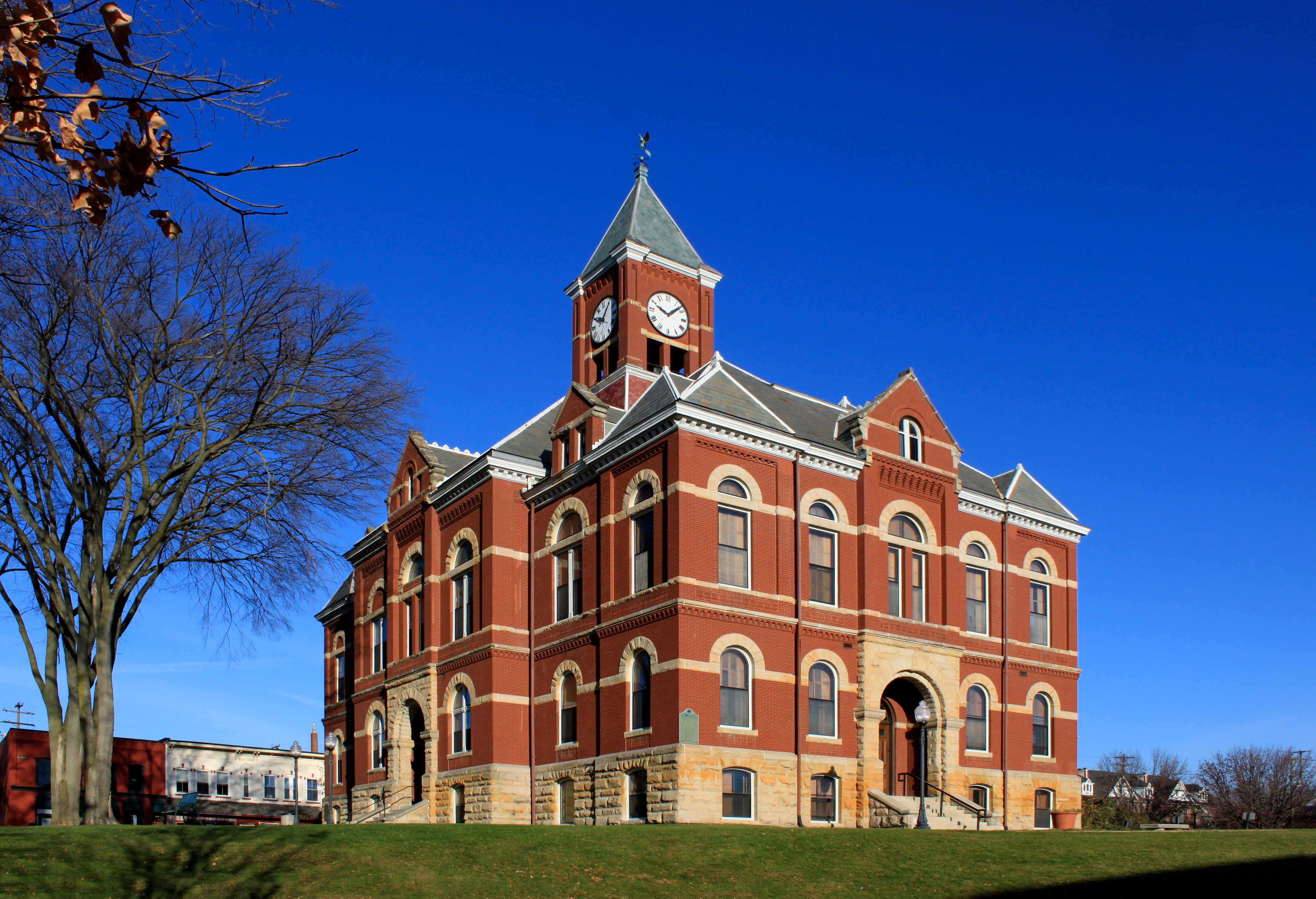
Livingston County Courtouse